# Nietolerancja – Ivan
Ivan – nietolerancja (serb.-chorw. Netrpeljivost – Ivan) – jugosłowiański krótkometrażowy film dokumentalny z 2002 r. w reżyserii Marko Popovicia opowiadający historię 20-letniego geja, studenta z Belgradu. Jest obrazem ujawnienia orientacji seksualnej przez bohatera w społeczeństwie nietolerancji, nacjonalizmu i zagrożenia wojennego. Film wchodzi w skład 12-odcinkowego cyklu filmów dokumentalnych tego reżysera wyprodukowanych w niezależnej belgradzkiej telewizji B92.

## Treść i wymowa filmu
Tytułowy bohater nie chce ukrywać homoseksualnej orientacji, musi więc zmierzyć się z homofobią otoczenia. Nosi krzykliwe okulary przeciwsłoneczne, kolorową fryzurę. Studiuje biologię molekularną na Uniwersytecie w Belgradzie. W akademiku jest obiektem nieustannych drwin i gróźb. Po kolejnych pobiciach nie wychodzi sam na ulicę, do szkoły jeździ taksówkami i nosi przy sobie skalpel. Nocą dręczą go koszmary. Wolałbym, żebyś był złodziejem albo podpalaczem, niż takim... Jesteś wybrykiem natury mówi mu matka.
Ivan rozważa możliwość emigracji do Niemiec. Przy wszystkich przeciwnościach nie zamierza jednak rezygnować z prawa do publicznego okazywania swojej tożsamości.
Film jest również wglądem w problemy serbskiego środowiska LGBT, które organizuje paradę równości w Belgradzie. Manifestację w otwarty sposób atakują strażnicy „normalności” przy biernej postawie policji.